# لبه‌ای‌صدفان
لبه‌ای‌صدفان (نام علمی: Marginellidae) نام یک خانواده از نوشکم‌پایان است.